# Friedrich Engelbach
Friedrich Ernst Engelbach (* 19. November 1800 in Storndorf; † 17. Dezember 1874 in Gießen) war ein hessischer Jurist und Abgeordneter.
Friedrich Engelbach war der Sohn des Hofgerichtsadvokaten und Justiziars Justus Engelbach und dessen Ehefrau Anna Maria geborene Werner (1775–1818). Engelbach, der evangelischer Konfession war, heiratete am 26. Juni 1839 in Gießen Marie Elisabethe Philippine Henriette geborene Kempf(f) (1799–1877), die Tochter des Postmeisters Johann Christoph Kempf (1770–1852) und dessen Ehefrau Marie Elisabethe geborene Busch (1781–1841).
Engelbach studierte ab 1817 Rechtswissenschaften an der Universität Gießen. Während seines Studiums gehörte er dem Corps Hassia Gießen an und wurde er 1818 Mitglied der Alten Gießener Burschenschaft Germania. Er schloss sein Studium ab und wurde 1823 zum Dr. jur. promoviert. Er wurde Hofgerichtsakzessist und ab 1826 Hofgerichtsadvokat am Hofgericht Gießen. 1848 war er Wahlkommissar der Frankfurter Nationalversammlung.
1851 bis 1856 gehörte er als gewähltes Mitglied für den Wahlbezirk 4 Oberhessen (Battenberg, Biedenkopf, Gießen, Gladenbach, Grünberg, Lich) der ersten Kammer der Landstände des Großherzogtums Hessen an. Zwischen 1856 und 1874 war er vom Großherzog auf Lebenszeit ernanntes Mitglied der ersten Kammer.